# Bataille de Wilhelmsthal
Guerre de Sept Ans
Batailles
- Minorque (navale) (1756)
- Pirna (1756)
- Lobositz (1756)
- Reichenberg (1757)
- Prague (1757)
- Kolin (1757)
- Hastenbeck (1757)
- Gross-Jägersdorf (1757)
- Moys (1757)
- Rochefort (1757)
- Rossbach (1757)
- Breslau (1757)
- Leuthen (1757)
- Carthagène (navale) (1758)
- Olomouc (1758)
- Saint-Malo (1758)
- Rheinberg (1758)
- Krefeld (1758)
- Domstadl (1758)
- Cherbourg (1758)
- Zorndorf (1758)
- Saint-Cast (1758)
- Tornow (1758)
- Lutzelberg (1758)
- Hochkirch (1758)
- Bergen (1759)
- Kay (1759)
- Minden (1759)
- Kunersdorf (1759)
- Neuwarp (navale) (1759)
- Hoyerswerda (1759)
- Baie de Quiberon (navale) (1759)
- Maxen (1759)
- Meissen (1759)
- Glatz (1760)
- Landshut (1760)
- Corbach (1760)
- Emsdorf (1760)
- Dresde (1760)
- Warburg (1760)
- Liegnitz (1760)
- Rhadern (1760)
- Berlin (1760)
- Kloster Kampen (1760)
- Torgau (1760)
- Belle-Île (1761)
- Langensalza (1761)
- Cassel (1761)
- Grünberg (1761)
- Villinghausen (1761)
- Ölper (1761)
- Kolberg (1761)
- Wilhelmsthal (1762)
- Burkersdorf (1762)
- Lutterberg (1762)
- Reichenbach (1762)
- Almeida (1762)
- Valencia de Alcántara (1762)
- Nauheim (1762)
- Vila Velha de Ródão (1762)
- Cassel (1762)
- Freiberg (1762)

- Jumonville Glen (1754)
- Fort Necessity (1754)
- Fort Beauséjour (1755)
- 8 juin 1755
- Monongahela (1755)
- Petitcoudiac (1755)
- Lac George (1755)
- Fort Bull (1756)
- Fort Oswego (1756)
- Kittanning (1756)
- En raquettes (1757)
- Pointe du Jour du Sabbat (1757)
- Fort William Henry (1757)
- German Flatts (1757)
- Lac Saint-Sacrement (1758)
- Louisbourg (1758)
- Le Cran (1758)
- Fort Carillon (1758)
- Fort Frontenac (1758)
- Fort Duquesne (1758)
- Fort Ligonier (1758)
- Québec (1759)
- Fort Niagara (1759)
- Beauport (1759)
- Plaines d'Abraham (1759)
- Sainte-Foy (1760)
- Neuville (1760)
- Ristigouche (navale) (1760)
- Mille-Îles (1760)
- Signal Hill (1762)

- Cap-Français (1757)
- Martinique (1759)
- Guadeloupe (1759)
- Dominique (1761)
- Martinique (1762)
- Cuba (1762)

- Chandernagor (1757)
- Plassey (1757)
- Gondelour (1758)
- Négapatam (navale) (1758)
- Condore (1758)
- Madras (1758)
- Pondichéry (navale) (1759)
- Masulipatam (1759)
- Chinsurah (1758)
- Wandiwash (1760)
- Pondichéry (1760-1761)
- Manille (1762)

- Saint-Louis (1758)
- Gorée (1758)
- Gambie

La bataille de Wilhelmsthal près de Cassel oppose, le 24 juin 1762, une coalition comportant des forces de l'Angleterre, du royaume de Prusse, de l'électorat de Hanovre, du Brunswick et du landgraviat de Hesse-Cassel aux armées du royaume de France pendant la guerre de Sept Ans. Les troupes françaises, commandées par les maréchaux d'Estrées et de Soubise, tentent une fois de plus de marcher sur la ville de Hanovre. Les forces de la coalition opèrent sur le flanc des Français qui subissent une défaite cuisante, perdant 3 600 soldats, dont 2 700 prisonniers, contre 700 pour les coalisés.

## Contexte
Dès le début des hostilités, les Français s'étaient avancés dans le Saint Empire jusqu'en Hesse-Cassel ; mais toutes leurs tentatives de s'emparer de la ville de Hanovre étaient contrecarrées par les Anglo-Prussiens. Au cours de l'année 1761, l'armée française subit une lourde défaite à la bataille de Villinghausen, cependant insuffisante pour les repousser véritablement. C'est pourquoi, au début de 1762, Ferdinand de Brunswick regroupa ses forces à Brackel.

## L'affrontement
Le 21 juin, il rallia la place de Körbecke et les collines de Teichsel. Il fit franchir le Diemel à ses chasseurs qui prirent position dans la forêt de Reinhard puis s'emparèrent du château de Sababurg. De son côté, le prince Frédéric-Auguste de Brunswick marcha le 22 juin contre Trendelburg.

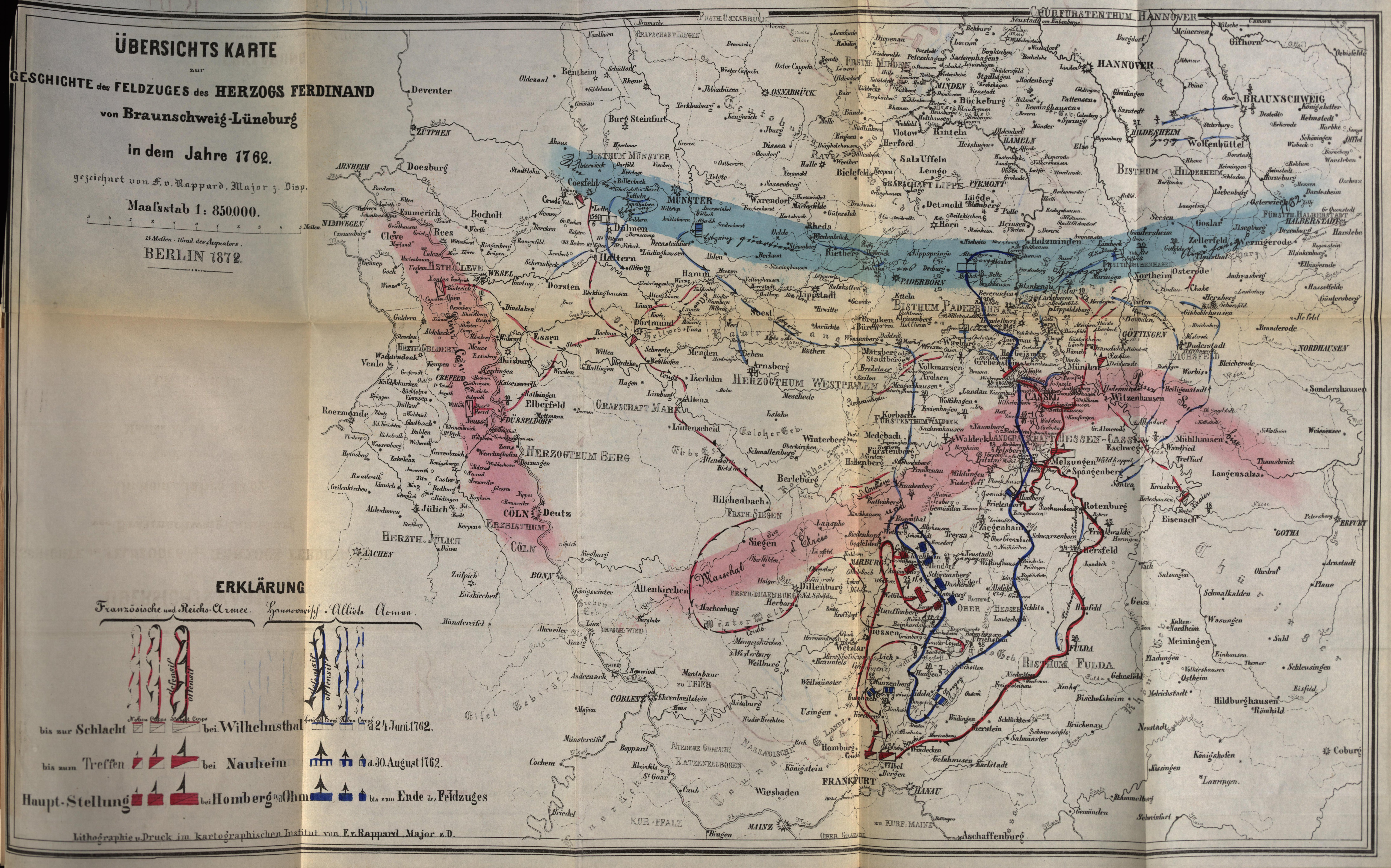
Plan d'attaque du duc de Brunswick.

Dès le 20 juin, les Français avaient regroupé leurs troupes autour de Cassel, et le 22, leur armée s'ébranla en direction de la vallée du Diemel. Elle campa le soir entre Grebenstein et Meyenbrecksen. L'armée de réserve, commandée par le général de Castries, était stationnée à Carlsdorf, son aile droite s'appuyant sur la forêt de Reinhard et son aile gauche sur les collines de Münchsteichen. Pour couvrir son flanc gauche, le comte de Stainville occupa les hauteurs le long du ruisseau  de Westuffel ; mais il négligea la possibilité que l'ennemi contourne cette aile gauche : et c'est ce que fit le duc Ferdinand. Vers 4 heures du matin, il lança le gros de son armée, groupé en sept colonnes, entre Liebenau et Sielen avec mission de franchir le Diemel. Le Corps du général Granby, qui avait reçu l'ordre de prendre l'ennemi à revers, avait franchi cette rivière à Warburg dès 2 heures du matin. Le calme régnait encore dans le camp français, jusqu'à ce que le général von Spörken (en) ouvre le feu depuis les collines de Hombressen. Alors le général de Castries chercha désespérément à attaquer l'aile gauche, puis l'aile droite de l'ennemi : mais la cadence de feu ennemie ne le lui permit pas. Les Français tentèrent ensuite de se retrancher ; mais lorsqu'ils virent les colonnes ennemies avancer en masse depuis les collines, ils se replièrent sur Grebenstein. Le corps de cavalerie de Lord Granby venait d'atteindre le Zierenberg et menaçait à présent l'aile gauche des Français : une fois qu'il se fut suffisamment rapproché d'Ehrsten et de Fürstenwald, le duc de Brunswick lança son armée entre Meimbressen et Kelze. Ce n'est qu'alors que le prince de Soubise donna l'ordre au gros de l'armée française de battre en retraite. Pour couvrir cette retraite, le comte de Stainville attaqua les bois entre Meyenbrecksen et Wilhelmsthal, où il livra un combat violent contre le corps de Lord Granby. Finalement, au terme d'une longue fusillade, le comte de Stainville parvint à se replier. L'âpre résistance de ses troupes avait donné suffisamment de temps à l'armée française pour se replier sur les hauteurs de Tannenberg, de Kratzenberg et de Münchberg ; mais le corps du général Stainville était pratiquement anéanti. Mais selon un militaire français contemporain, Antoine-Rigobert Mopinot de La Chapotte, on voit « dix-neuf compagnies de grenadiers de France et six de grenadiers royaux, ayant à leur tête l'élite de la noblesse française, une fourmilière de colonels, [mettre] bas les armes dans un bois sans connaître ni le nombre ni la qualité des troupes qui les attaquaient, ou plutôt qui les allaient attaquer ».

## Conséquences
Les Anglo-Prussiens firent 2 500 prisonniers, s'emparèrent de 12 canons et huit drapeaux. Ils ne déploraient que 702 morts et blessés, contre 1 500 morts et blessés français.
Après cet échec, les Français perdent l'initiative en Allemagne : ils s'enferment dans Cassel où ils seront assiégés et forcés à la capitulation en novembre 1762. Ils se retirent définitivement du duché de Brunswick-Lunebourg, dont ils devront reconnaître l'indépendance lors de la paix de 1765. Le prince George III réunit désormais les couronnes de Grande-Bretagne et d'Irlande.